# Guille Scherping
Guillermo Scherping (6 de noviembre de 1989), más conocido como Guille Scherping, es un productor musical y músico chileno. Su catálogo cuenta con trabajos junto a algunos de los mayores exponentes de la industria musical en Chile.

## Primeros años
Inició su carrera musical a la edad de 16 años, como guitarrista, tecladista y arreglista del destacado grupo Santaferia. Posteriormente, se incorporó al grupo Moral Distraída como músico, convirtiéndose actualmente en el director musical de la banda y a su vez, el encargado de producir durante los últimos 6 años todos sus trabajos.
Además de las facetas de productor, director musical, instrumentista y cantante, Scherping es Licenciado en Ciencias Exactas de la Universidad de Chile, con un postgrado en Arte Sonoro de la misma casa estudiantil.

## Carrera musical
Su catálogo cuenta con trabajos junto a exponentes de la industria musical chilena, tales como Denise Rosenthal, Moral Distraída, Santaferia, Los Vásquez, La Combo Tortuga, Liricistas, entre otros.
Gracias a su trabajo como productor en Moral Distraída, Scherping obtuvo reconocimiento de la crítica especializada, sobre todo gracias al más reciente disco de la banda “Qué Cosa Es El Amor”, sumándose a los exitosos singles “Hacerlo De Día”, “Canción Bonita”, “Probarlo Todo”. “Rico rico”, single que contó con la colaboración de Moral Distraída con Denise Rosenthal y los Vásquez, fue premiada en los Premios Musa, en la categoría de "Colaboración Nacional del Año" del año 2020.
En su trabajo junto a la cantante chilena Denise Rosenthal, destaca su participación como productor y cocompositor de la canción "Lucha En Equilibrio", canción que logró posicionarse dentro de los principales tops musicales de 2020, a pesar de haber sido lanzada el año 2017.
Actualmente, Guillermo Scherping se encuentra explotando su faceta como productor, destacando su último trabajo en la producción del último disco de Santaferia “Cumbia Casera”, en el que también participó en la composición de algunas canciones.

## Álbumes producidos
- 2018: Qué Cosa Es El Amor - Moral Distraída
- 2021: Cumbia Casera- Santa Feria
- 2021: Hip Hope - Liricistas

## EP producidos
- 2016: Hacerlo De Día - Moral Distraída
- 2020: Si Las Molestias Persisten Acudir A Médico Especialista - Moral Distraída
- 2022: "Me Siento Feliz" - Moral Distraída

## Sencillos producidos
- 2017: Probarlo Todo - Moral Distraída
- 2017: Canción Bonita - Moral Distraída
- 2018: El Vuelo - Joe Vasconcellos ft. Moral Distraída
- 2018: Canción Bonita (Remix) - Moral Distraída ft. Jiggy Drama & Emicida
- 2018: Quédate Acá - Moral Distraída
- 2019: Orgullo (Remix) - Moral Distraída ft. Miss Bolivia
- 2019: Sin Wifi - Liricistas ft. Moral Distraída, Utopiko & Guille Sherping
- 2019: Nada Que Hacer - Moral Distraída ft. Ceaese
- 2019: Desangrar - Moral Distraída ft. Manuel García
- 2019: Rendirse Never - Liricistas
- 2019: Guerrero - Liricistas
- 2020: Rico Rico - Moral Distraída ft. Denise Rosenthal & Los Vásquez
- 2020: Estrechez De Corazón (Versión Timba) - Moral Distraída ft. Combo Con Clase
- 2020: Hacerlo De Día - Moral Distraída ft. Boris Silva & Ezio Oliva
- 2020: Passarinhos (Remix) - Emicida ft. Moral Distraída
- 2020: Chillán (Remix) - Vicente Cifuentes ft. Moral Distraída
- 2020: Chaleco Bomba - Moral Distraída
- 2020: Baile Sudaca - Francisco, el Hombre ft. Moral Distraída
- 2020: La Funa - Joe Vasconcellos ft. Moral Distraída
- 2020: Tiempo De Reflexionar - Liricistas
- 2020: Sueños Compartidos - Liricistas
- 2021: Naomi (Cover)  - Moral Distraída
- 2021: Je Pense  - Liricistas
- 2021: Empezar Por Mi - Liricistas
- 2022: "Brigida" - Vesta Lugg
- 2022: "Canción para mi ex" - Vesta Lugg